# Chañaral (província)
A Província de Chañaral é uma província do Chile localizada na região de Atacama. Possui uma área de 24.436,2 km² e uma população de 32.132 habitantes (2002). Sua capital é a cidade de Chañaral. 

## Comunas
A província está dividida em 2 comunas: 
- Chañaral
- Diego de Almagro